# Rio Paranaíba
Der 1.070 km lange Rio Paranaíba ist der rechte Quellfluss des Paraná in Brasilien (Südamerika). 
Der Fluss entspringt im Westen des Bundesstaates Minas Gerais in der Serra da Mata da Corda. Von dort aus fließt er hauptsächlich in westlicher Richtung durch mehrere große Stauseen. Schließlich vereinigt er sich im Ilha-Solteira-Stausee, einem weiteren sehr großen Stausee, mit dem Rio Grande zum Paraná.

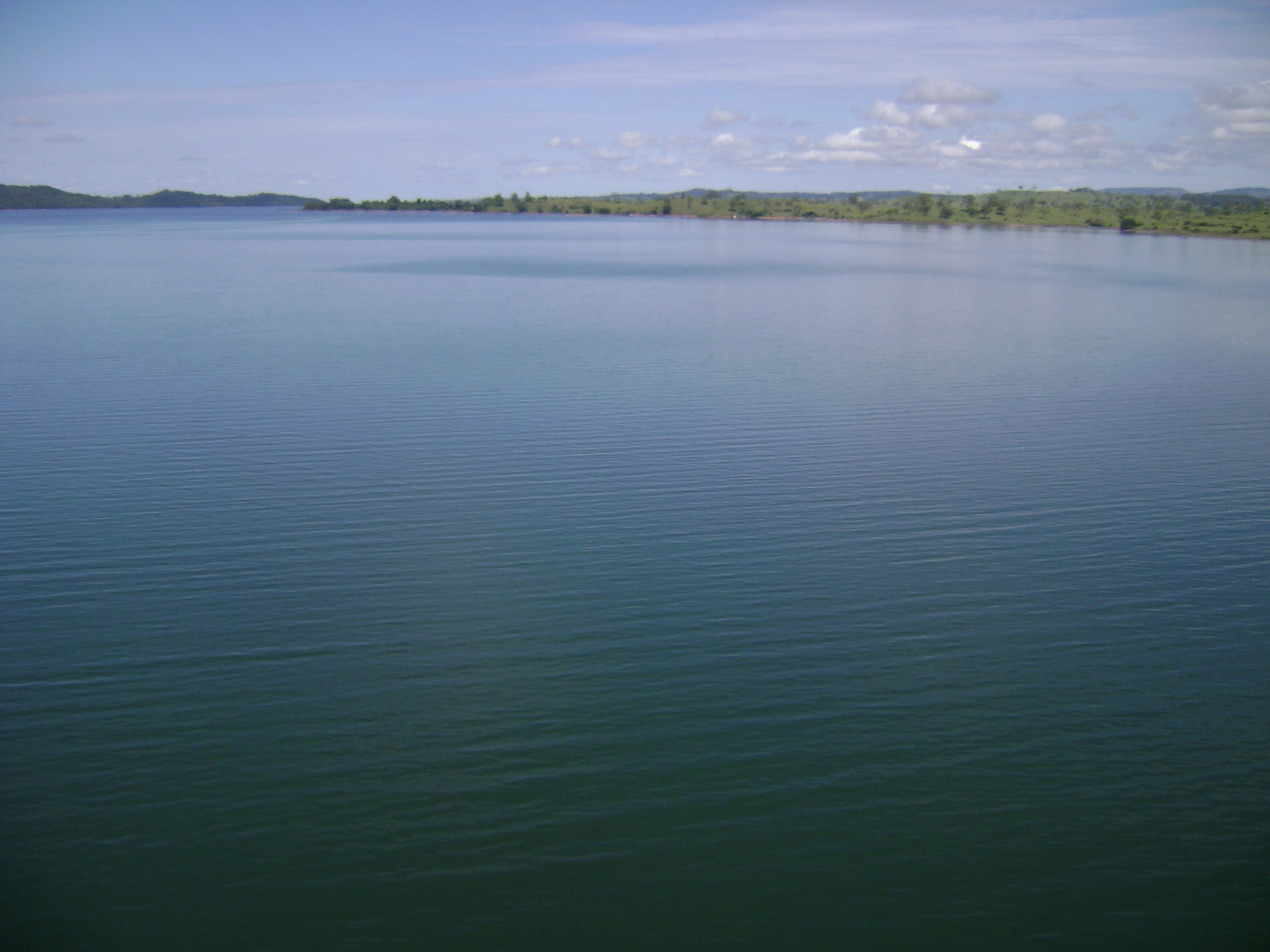
Rio Paranaíba

## Kraftwerke und Stauseen
Flussabwärts gesehen wird der Paranaíba durch die folgenden Wasserkraftwerke aufgestaut:
| Kraftwerk         | Betreiber | Max. Leistung | Stausee    | Oberfläche | Volumen  |
| ----------------- | --------- | ------------- | ---------- | ---------- | -------- |
| Emborcação        |           | 1.192 MW      | Emborcação | 446 km²    | 17,5 km³ |
| Itumbiara         | FCS       | 2.082 MW      | Itumbiara  | 778 km²    | 17 km³   |
| Cachoeira Dourada |           |               |            |            |          |
| São Simão         |           | 1.710 MW      | São-Simão  | 722 km²    | 12,7 km³ |